# Deutsche Akademie für Psychoanalyse

Das Logo symbolisiert das gesellschaftliche Labyrinth, in dessen Zentrum Menschen leben, die von ihren Entwicklungsmöglichkeiten abgeschnitten sind

Die Deutsche Akademie für Psychoanalyse (DAP) e. V. (auch Berliner Schule der Dynamischen Psychiatrie) wurde am 14. Dezember 1969 in Berlin gegründet und widmet sich der Ausbildung, Forschung und Therapie nach der von Günter Ammon (1918–1995) entwickelten dynamischen Psychiatrie bzw. humanstrukturellen Psychoanalyse. Die Ausbildung berechtigt nach dem Psychotherapeutengesetz, eine Approbation als psychologischer Psychotherapeut zu beantragen. Die beiden heutigen Lehr- und Forschungsinstitute (LFI) der DAP befinden sich in Berlin und München. Die institutionell größte Ausdehnung erreichte die DAP Anfang der 1980er Jahre. Der Gründer Günter Ammon prägte die DAP fachlich und organisationell maßgeblich. Vorsitzende der DAP (Stand 2020) ist Maria Ammon.
Die Geschichte der DAP war, bis zur Jahrtausendwende und der Anerkennung der Lehrinstitute als staatliche Ausbildungsstellen im Rahmen des Psychotherapeutengesetzes vom 16. Juni 1998, von internen und externen Konflikten begleitet. Ende der 1970er bis in die 1990er Jahre hinein fanden Auseinandersetzungen mit Ammon und der DAP in den Medien und vor Gerichten statt.

## Geschichte

### Die Zeit bis zur Gründung 1968
1945 wurde die Deutsche Psychoanalytische Gesellschaft (DPG) wiedergegründet und der deutsche Psychoanalytiker Carl Müller-Braunschweig zum ersten Vorsitzenden gewählt. Fachliche und persönliche Differenzen zwischen Carl Müller-Braunschweig, der die Positionen der Freud’schen Psychoanalyse vertrat, und dem deutschen Psychoanalytiker Harald Schultz-Hencke, dem Vertreter der Neopsychoanalyse, führten zur institutionellen Abspaltung von der DPG. 1950 gründete Carl Müller-Braunschweig mit fünf Gleichgesinnten die Deutsche Psychoanalytische Vereinigung (DPV) und wurde zu ihrem ersten Vorsitzenden gewählt.
Der deutsche Psychiater Günter Ammon begann 1952 seine Ausbildung zum Psychoanalytiker bei der DPV und unterzog sich einer freudianischen Lehranalyse bei Carl Müller-Braunschweig. Nach dem Abschluss ging er 1956 in die USA und arbeitete bei der Menninger-Foundation in Topeka. Seine Lehrer waren Karl Menninger und Ishak Ramzy, bei dem er sich einer zweiten, ich-psychologisch orientierten Lehranalyse unterzog. Später berief sich Ammon vor allem auf diese Ausbildung.

### Die Ära Günter Ammon (bis 1995)

#### Gründung von DGG, DAP und Lehrinstituten
Nach seiner Auswanderung in die USA im Jahr 1956 kehrte Ammon 1965, anders als bereits vor 1945 emigrierte Psychoanalytiker, nach Deutschland zurück und arbeitete an der psychotherapeutischen Beratungsstelle für Studenten an der Freien Universität Berlin, betrieb eine Privatpraxis für Psychoanalyse und Psychotherapie und war Lehranalytiker der DPV. 1968 gründete er das Lehr- und Forschungsinstitut für Dynamische Psychiatrie und Gruppendynamik in Berlin und im Mai 1969 die Deutsche Gruppenpsychotherapeutische Gesellschaft (DGG), die sich im Juli 1969 im Audimax der Freien Universität Berlin mit Vorträgen von Ammon und dem 1936 in die USA emigrierten Psychoanalytiker Martin Grotjahn vorstellte.
Die Deutsche Akademie für Psychoanalyse (DAP) wurde sodann am 14. Dezember 1969 aufgrund wissenschaftlicher, therapeutischer und ausbildungsrelevanter Abgrenzung nebst Neubestimmung bestehender psychoanalytischer Einrichtungen gegründet. Im Gründungsaufruf hieß es, das Ziel sei, die „psychoanalytische Arbeit in Vereinigungen zu organisieren, welche in der Lage sind, sich selbst zu analysieren und die nicht, wie die DPV, im Gewande der Vereinsbürokratie die viktorianische Entstehungssituation der Psychoanalyse perpetuieren und damit die Fortentwicklung unserer Wissenschaft verhindern.“ Ein wesentlicher Gründungsimpuls war die Etablierung einer psychoanalytischen Herangehensweise bei der Behandlung schwer gestörter Patienten.
Auf institutioneller Ebene kam es zu ersten Konflikten, als die DPV in der Gründung einer gruppenpsychotherapeutischen Gesellschaft durch eines ihrer Mitglieder eine fundamentale Zuwiderhandlung gegen ihre Zwecke und Interessen vermutete. Sie forderte daher eine Prüfung im Rahmen einer mündlichen Anhörung, zu der es jedoch nicht kam, da Ammon aus der DPV austrat. Den Bruch deutet der deutsche Psychologe und Psychoanalytiker Wolfgang Schmidbauer anhand des Briefwechsels zwischen Ammon und Helmut Thomä, dem damaligen Vorsitzenden der DPV, und schließt daraus, dass Ammon es seinen Gegnern in der DPV durch seine Kritikempfindlichkeit leicht gemacht habe, ihn loszuwerden. Sein Antwortschreiben sei ein typisches Beispiel seiner Rhetorik. Mit seinem Austritt habe er es der DPV ermöglicht, ihren „unbequemen Lehranalytiker“ ohne formelles Ausschlussverfahren loszuwerden, bei dem die DPV hätte begründen müssen, „warum Ammon untragbar war“. Umgekehrt verlor Ammon etwas, so Schmidbauer, „was für einen Beruf, der Allmachtsfantasien so stimuliert wie der des (Gruppen-)Analytikers, meist verhängnisvoll ist: die Gruppe von Kollegen, welche als gleichberechtigte Gesprächspartner den Realitätsbezug stabilisieren.“
Schmidbauer vermutet, dass diese Entwicklung nur in Deutschland möglich war. „Ammon hatte zunächst starken Rückhalt in einer Gruppe emigrierter Analytiker, die (wie er) in den USA eine neue Heimat gefunden hatten und ihrer alten Heimat kritisch gegenüberstanden. Umgekehrt musste die DPV, ihrer Geltung in der Internationalen Vereinigung noch unsicher, besonders empfindlich jeden Anschein vermeiden, es nicht so genau zu nehmen. Indem er in die USA ging und dort eine zweite psychoanalytische Ausbildung absolvierte, drückte Ammon ein Problem des Selbstwertgefühls deutscher Psychoanalytiker aus, suchte es zu bewältigen und scheiterte schließlich an seinem missionarischen Anspruch, bei seiner Rückkehr wie ein Erlöser gefeiert zu werden.“
Die Zeitschrift Psyche, ein der DPV nahestehendes Publikationsorgan, teilte der Deutschen Gruppenpsychotherapeutischen Gesellschaft schriftlich mit, dass sie keine Aufträge für Anzeigen- bzw. Beilagenwerbung mehr wünsche. Darüber berichtete die Wochenzeitung Die Zeit einige Monate später, sowohl die Zeitschrift Psyche als auch das Publikationsorgan der DAP, die Zeitschrift Dynamische Psychiatrie, reagierten in ihren eigenen Ausgaben – Die Zeit hatte beide Leserbriefe nicht gedruckt – mit Richtigstellungen.

#### Zweites Institut in München und Auseinandersetzungen (1973 bis 1975)
Das zweite Lehr- und Forschungsinstitut (LFI) wurde in München von Mitgliedern des Berliner LFI sowie von Ärzten, Psychologen und ausgebildeten Psychoanalytikern aus München am 28. Januar 1973 gegründet. Einige der Gründungsmitglieder wurden von den Publikationen Ammons, seinem Engagement in der Studentenbewegung und den Ansätzen zur Behandlung schwerst gestörter Patienten angezogen, andere wie beispielsweise Wolfgang Schmidbauer teilten mit Ammon und der DAP das Interesse für Gruppenpsychotherapie und den Wunsch, die psychoanalytische Ausbildung zu reformieren.
Ende 1973 gab es in München vier psychoanalytische Institute mit unterschiedlichen theoretischen Ausrichtungen und Konzepten. Drei wurden zwischen 1971 und 1973 gegründet.
Im Münchner LFI trennte sich im Herbst des Gründungsjahres eine größere Gruppe – darunter die Leiterin und Schmidbauer – von Ammon und der DAP. Neben Konflikten mit Ammon (vgl. Abschnitt Kontroversen) spielten auch andere Aspekte eine Rolle. So meint Schmidbauer, „es war sicherlich entlastend, den Größenanspruch preiszugeben, man könne eine funkelnagelneue psychoanalytische Identität schaffen und ein Ausbildungskonzept anbieten, das die Nachteile der Tradition überwindet, ohne sich neue Schattenseiten einzuhandeln. Andererseits war die Überanpassung an äußere Normen, um der DGPT, der Ärztekammer, der Bundeskassenärztlichen Vereinigung zu gefallen [...] auch keine Lösung.“ Zur Problematik der institutionellen Anerkennung schreibt er weiter: „Die Psychoanalytiker, in Deutschland von zwei Fachverbänden und einem Dachverband vertreten (DPG, DPV und DGPT), blieben ebenso [wie die Gruppenpsychotherapeuten] auf Distanz. Ammons bekannte Abhilfe, mangelnde Einbindung in bestehenden Organisationen durch hektische Produktion eigener Vereinigungen und Akademien zu kompensieren, war uns aufgrund der gemachten Erfahrungen zuwider.“ Das von Schmidbauer 1974 mitgegründete Ausbildungsinstitut erhielt im Jahr 1991 die Anerkennung durch die DGPT.
Zwischen der DAP und der Deutschen Gesellschaft für Psychoanalyse, Psychotherapie, Psychosomatik und Tiefenpsychologie (DGPT) e. V., dem Dachverband der psychoanalytischen und tiefenpsychologischen Organisationen, kam es 1975 zu Differenzen. Die DAP war der Ansicht, sie sei einer Diffamierungskampagne der DGPT ausgesetzt. Die vom Justitiar der DGPT unterzeichnete Stellungnahme zu den Leistungen Ammons und der DAP, so die Exekutivsekretärin und die Geschäftsführung der DAP, „wimmelt von Unwahrheiten, fahrlässigen Unterstellungen und erinnert in seiner verketzernden Art an im Mittelalter ausgetragene Streitigkeiten wissenschaftlicher Richtungen.“ In der Stellungnahme heißt es weiter, es sei ein Leichtes, die Originalität der von Ammon durchgeführten Weiterentwicklung der Psychoanalyse nachzuweisen und wenn man Ammons Schriften als populärwissenschaftlich abqualifiziere, so müsse man mit den gesamten Schriften Freuds ebenso verfahren. Den DAP-Instituten zum Vorwurf zu machen, dass ihr Ausbildungspersonal verhältnismäßig jung sei, sei eine der unlauteren Methoden von Machtpolitik der DGPT. Die Ausbildung der DAP wird bis heute nicht von der DGPT anerkannt.

#### Psychiatriereform und gesellschaftlicher Kontext
Reformansätze in der Psychiatrie gewannen während der sozialliberalen Koalition und einer „Diskurskonjunktur des Anormalen“ an Bedeutung. Ebenso wird ein Zusammenhang zwischen Psychiatriereform und Studentenbewegung gesehen. Auch die DAP sprach viele Interessenten aus der Studentenbewegung an.
Der in der DAP vertretene gruppenpsychotherapeutische Ansatz war Ende der 1960er Jahre in der Psychoanalyse kaum verbreitet. Ein weiteres Selbstverständnis war die therapeutische Hilfe für psychiatrisch erkrankte Menschen, die meist nur medikamentös behandelt wurden und unzureichend untergebracht waren. Dass die psychiatrische Versorgung schwerwiegende Mängel aufwies, wurde 1975 mit der Psychiatrie-Enquête auch offiziell festgestellt. Die DAP zog Menschen an, die die Behandlungsmöglichkeiten dieser Patienten verbessern wollten.
Schmidbauer sieht folgende Beziehung zwischen Studentenbewegung und Ammon: „Es war nicht nur Ammon, der ein studentisches Publikum begeisterte, sondern die organisatorischen Hoffnungen der Studentenbewegung prägten auch ihn selbst und führten dazu, dass aus dem in Topeka durchaus angepasst funktionierenden Psychiater je nach Perspektive des Betrachters ein psychoanalytischer Revolutionär oder ein Sektierer wurde, der die Überzeugungskraft seiner fortschrittlichen, psychiatriereformerischen Ideen mehr und mehr durch einen Personenkult ersetzte.“
Außerdem kommt er zu folgender Einschätzung: Ammon habe dadurch, dass er klassisch-psychoanalytisch ausgebildet, international erfahren und reformerisch aufgeschlossen war, viele junge Psychologen und Ärzte, aber auch einige ausgebildete Psychoanalytiker angezogen. Es sei jedoch nicht vorherzusehen gewesen, wie sehr er sich übernehmen würde, „praktisch im Alleingang“ eine „dynamische“ Öffnung der deutschen Psychiatrie erreichen zu wollen und eine eigene, ganz neu konzipierte psychoanalytische Ausbildung aufzubauen.

#### Expansion und Rückgang (1975 bis 1985)
Mitte der 1970er Jahre begann die Expansionsphase der DAP. Neben den bestehenden Instituten in Berlin und München wurden weitere Institute in Frankfurt am Main, Düsseldorf, Hamburg, Köln, Freiburg und Mainz gegründet. Die psychoanalytischen Kindergärten wurden ebenfalls ausgebaut. Sie entstanden zunächst als Betreuungsmöglichkeit für die Kinder von Patienten und Mitarbeitern während der Therapie- bzw. Arbeitszeiten. Daraus entwickelte sich ein Forschungsprojekt für die präventive und therapeutische Arbeit. Zu Beginn der 1980er Jahre erreichte die DAP ihre größte institutionelle Ausdehnung. 1985 gab es nur noch die beiden ältesten Institute in Berlin und München.
Ehemalige Mitarbeiter strengten Ende der 1970er Jahre erste Gerichtsprozesse an (vgl. Abschnitt Kontroversen). Ammon äußerte 1985 in einem Interview, die DAP sei wie die BRD in die Wirtschaftskrise hineingerissen worden und habe wie andere mittelständische Betriebe einen Mitgliederschwund und bekäme keine wesentlichen Spenden mehr. Wie in der SPD gäbe es auch in der DAP Spannungen, Untergruppierungen und Richtungskämpfe. Daher mussten die Organisationsstrukturen gestrafft und Menschen, die mit schwierigen Aufgaben nicht fertig wurden oder unfähig waren, mit Macht und Einfluss umzugehen, entlastet, abgewählt oder ausgeschlossen werden.
Von personellen und organisationellen Änderungen berichteten auch ehemalige Mitarbeiter wie der deutsche Arzt und Psychoanalytiker Mathias Hirsch, der aufgrund seines Protokolls einer Leitersitzung zur Vorbereitung einer Klausurtagung ausgeschlossen wurde: „Das Protokoll dokumentiert eine traurige Realität der Abhängigkeit und Leiterzentrierung. Auf einer tieferen Kommunikationsebene jedoch hat es als Kanonenschlag, als Bumerang gewirkt: Es war letztlich der Auslöser, daß Ammon mich aus der Klausurtagung, der Freiburger Leitung und der Mitarbeit am Düsseldorfer Institut hinausschmiß. Denn wer Ammons Wüten aufschreibt und wiedergibt («Wenn das unseren Feinden in die Hände fällt!»), der akzeptiert ja Ammons Beschimpfungen als Realität.“ Mathias Hirsch merkt zum abgedruckten Protokoll an: „Dieses Protokoll kann nicht im entferntesten die Stimmung, die Qual und die aufgewandte Energie aller Beteiligten wiedergeben – man bedenke, die Sitzung dauerte sieben Stunden. Es ist mir auch nicht klar, wie weit ein Außenstehender sich einfühlen kann in dieses Paradigma der paranoiden Machtausübung eines einzelnen Menschen und ihrer Mechanismen. [...] Zur Klausurtagung bleibt noch nachzutragen: von schließlich (mit den Leitern der Kindergruppen) insgesamt 17 Leitern wurden im Laufe der Klausurtagung elf nach Hause geschickt bzw. gleich ganz aus der Mitarbeit oder Ausbildung entlassen. Ein schwerer Schlag übrigens für die vielen Patienten, die ihre Therapeuten verloren, ohne daß eine Trennungsbearbeitung möglich gewesen wäre.“
Im Dezember 1985 kam es zu einem polizeilichen Großeinsatz mit Durchsuchung der Klinik Menterschwaige, der therapeutischen Wohngemeinschaften und der Lehrinstitute unter dem sich später als falsch herausstellenden Verdacht, die Klinik würde terroristische Ziele unterstützen. Die sich anschließenden Probleme gefährdeten die Existenz der Klinik.
Günter Ammon erkrankte 1988 und verstarb 1995.
Es existieren auch ehemalige DAP-Mitarbeiter, die sich von der Akademie getrennt haben und in eigener Praxis in starker Anlehnung an Ammons Konzepte arbeiten, so etwa der Düsseldorfer Psychologe Andreas von Wallenberg Pachaly.

### 1995 bis heute
Mit dem Psychotherapeutengesetz 1999 wurden die beiden Lehrinstitute der DAP in München und in Berlin staatlich anerkannte Ausbildungsinstitute, was zu einer Öffnung mit Hinzugewinnung neuer Dozenten und Supervisoren sowie zu einer Diversifizierung der theoretischen Ausbildung führte. Über die Vorgaben der staatlichen Ausbildung ergab sich eine geringere Bedeutung der Gruppen für die Ausbildung. Beide Institute sind Ausbildungsstätten für Ärzte und rechnen auch Ausbildungsabschnitte anderer anerkannter Institute an. Auch ist es möglich, einen Lehranalytiker oder -therapeut bzw. Supervisor aus einem anderen Institut zu wählen, sofern dieser einen Assoziationsvertrag mit dem Institut eingeht und zur Zusammenarbeit bereit ist. Dies wird aus den Instituten der DAP heraus als Öffnung gegenüber anderen Theoriebildungen und Vorgehensweisen und durchaus auch als Bereicherung gesehen. Insofern erscheint eine Abschottung der Deutschen Akademie für Psychoanalyse heute eher von außen zu kommen und historischen Erfahrungen geschuldet, ohne auf einem aktuell tatsächlich kontroversen Diskurs zu beruhen.
Dozenten bzw. Lehrtherapeuten der Deutschen Akademie für Psychoanalyse sind heute auch  parallel, zumindest als Gastdozenten, an anderen Lehrinstituten tätig, z. B. dem Ausbildungsinstitut der Sigmund-Freud-Universität in Berlin und dem VFKV und LPM in München.

## Theorie
Für den theoretischen Rahmen der DAP spielen die Begriffe dynamische Psychiatrie und humanstrukturelle Psychoanalyse eine wichtige Rolle. Der Begriff dynamische Psychiatrie kommt aus den USA und bezeichnet die Verbindung zwischen Psychoanalyse und Psychiatrie. Die dortige American Academy of Psychodynamic Psychiatry and Psychoanalysis (AAPDPP) vertritt auf breiter Basis psychodynamisch-psychoanalytisches Denken in der klinisch-psychiatrischen Praxis. Der Begriff der humanstrukturellen Psychoanalyse wurde von Günter Ammon geprägt und soll ein ganzheitlich integratives und strukturelles Verständnis der Persönlichkeit beschreiben.

### Die Ära Günter Ammon (bis 1995)
Mit der dynamischen Psychiatrie soll die Psychoanalyse für psychiatrische Wissenschaft und Behandlung nutzbar gemacht werden. Die humanstrukturelle Psychoanalyse betont die Bedeutung sozialer Gruppenerfahrungen und konstruktiver Aggression. Die dynamische Psychiatrie versteht sich als Verbindung von Psychoanalyse und Psychiatrie und wurde aus der interpersonellen Psychiatrie weiterentwickelt. Zwei Bände des Handbuchs für dynamische Psychiatrie dokumentieren diesen Prozess. Im Vorwort des ersten Bands schreibt Ammon 1979, es handle sich um eine erste Systematisierung der Lehre. Den zweiten Band leiten 1982 folgende Worte ein: „Nach nunmehr dreijähriger Pause erscheint der bereits von vielen Menschen in Ost und West erwartete 2. Band unseres Handbuches. In diesem Buch vollzieht sich die inzwischen erfolgte Weiterentwicklung unserer Bewegung in Europa und der Welt.“ Der für Herbst 1984 angekündigte dritte Band erschien nicht, das geplante Inhaltsverzeichnis lässt sich im zweiten Band nachlesen.
Die humanstrukturelle Psychoanalyse, wie z. B. auch die von C.G. Jung formulierte „analytische Psychologie“ oder die kleinianischen Modelle z. B. von Bion, unterscheidet sich von der klassischen, durch Sigmund Freud begründeten psychoanalytischen Theorie. Mitte der 1970er Jahre formulierte Ammon das Persönlichkeitsmodell als Humanstrukturmodell. Das durch Freud formulierte topographische Modell von Es, Ich und Über-Ich der klassischen Psychoanalyse wird durch das Ich-Struktur-Modell mit den primären biologischen, den zentralen unbewusst wirksamen und den sekundären, vorwiegend das Verhalten des Menschen und seine Tätigkeit ausdrückenden Ich-Funktionen ersetzt. Die Aggressionslehre wird mit dem Begriff der konstruktiven Aggression neugefasst. Das Triebmodell der klassischen Psychoanalyse wird durch das Modell der Sozialenergie ersetzt. Sozialenergie ist die für die Entwicklung des Einzelnen notwendige psychische Energie aus der Gruppe. Pathogene Beziehungserfahrungen des Kindes mit der Mutter in den ersten Lebensjahren werden als Symbiosekomplex bezeichnet. Gleichzeitig bleibt Ammon aber Begrifflichkeiten wie Unbewusstem oder Abwehr und damit den Grundlagen der Psychoanalyse verbunden.
„Ein Mensch kann in Gruppen gesund, aber auch krank werden“, lautet ein Grundgedanke der dynamischen Psychiatrie. Daher werden besonders Gruppenpsychotherapie und Milieutherapie als wichtig angesehen. Im therapeutischen Behandlungsspektrum werden neben den verbalen insbesondere auch nonverbale Therapiemethoden eingesetzt. Ab Mitte der 1980er Jahre wurde das Behandlungsangebot um den Humanstrukturellen Tanz erweitert.
Die dynamische Psychiatrie ist mit der von Annemarie Dührssen entwickelten dynamischen Psychotherapie nicht verwandt.
Die von Ammon begründete Schule wird aktuell in der Psychoanalyse nicht rezipiert. In den 1970er Jahren wurden Ammons Bücher in renommierten Verlagen angenommen (z. B. Dynamische Psychiatrie bei Luchterhand; Handbuch der Dynamischen Psychiatrie, Ernst Reinhardt Verlag). Einige Werke wurde in andere Sprachen (Englisch, Italienisch, Japanisch) übersetzt. Die Abnahme der Rezeption hat möglicherweise mit der Weiterentwicklung von Ammons Theorien und seine zunehmende Entfernung vom Mainstream zu tun.

### 1995 bis heute
Schon beginnend vor 1995, aber insbesondere danach wurden Konzepte der psychoanalytischen Theatertherapie durch die Psychiaterin und Psychoanalytikerin Ingeborg Urspruch ausgearbeitet und umgesetzt. Die psychologische Psychotherapeutin und Psychoanalytikerin Gertraud Reitz differenzierte Aspekte der humanstrukturellen Tanztherapie aus. U. Winkelmann griff mit Mitarbeitern das Konzept der konstruktiven Aggression auf. Wesentliche Aspekte wissenschaftlich-publizistischer Bearbeitung lagen auch auf der Ressourcenorientierung, z. B. auch bei schizophrenen Menschen und Borderline-Patienten. Die heutige Institutsleitung Margit Schmolke widmete sich der Ausarbeitung des Recovery-Konzepts und der Person-Centeredness. Aspekte psychoanalytischer Organisationsdynamik und Supervision wurden ebenso aufgegriffen wie die Anwendung völlig anderer Theoriebausteine, wie z. B. jene von W.R. Bion zum Verständnis von Sprachverständnisstörungen oder Prozessen in der Balintgruppe. Gruppendynamische Prozesse sowohl in Therapiegruppen, im psychoanalytischen Kindergarten sowie in den therapeutischen Wohngemeinschaften wurden theoretisch ausgearbeitet, auch mit Themenheften in der Zeitschrift Dynamische Psychiatrie. Egon Fabian widmete sich dem Humor in der Therapie und habilitierte in seiner Zeit als Chefarzt der Klinik Menterschwaige an der Sigmund-Freud-Universität zu Wien und arbeitete insbesondere im Themengebiet der Angst. Die Besonderheiten der Borderlinetherapie der Klinik Menterschwaige wurden in einem Sammelband anderen Ansätzen gegenübergestellt. Insgesamt zeigte sich in den Publikationen von Dozenten und Mitarbeitern der Institute ein weit über das ursprüngliche Konzept von Günter Ammon hinausgehendes Spektrum und eine erstaunliche Meinungsvielfalt.
Die Theoriebildung hat sich seit Ammons Tod 1995 weitreichend neuen Entwicklungen geöffnet, sodass von langjährigen Mitgliedern der DAP heute sogar von einer partiellen Aufgabe des Erbes Günter Ammons gesprochen wird.
Das schon von Ammon vertretene Konzept gleichzeitiger Gruppen- und Einzeltherapie wurde 2015 Bestandteil der kassenärztlichen Regelversorgung für Psychotherapie.

## Organisatorischer Rahmen

### Vereinssitz und Status
Die DAP wurde am 7. Februar 1978 als gemeinnützig anerkannt. Der Vereinssitz wurde am 5. Juli 1980 von Berlin nach München verlegt.
Seit 1999 sind die beiden Institute staatlich anerkannte Ausbildungsstätten für psychologische Psychotherapeuten nach dem Psychotherapeutengesetz. Der Pressesprecher der Regierung von Oberbayern, die für die Anerkennung des Münchner Instituts zuständig war, erklärte 2001 in einem Interview: „Bei der Anerkennung der DAP als Ausbildungsstätte lagen alle gesetzlichen Voraussetzungen vor und sind auch nachgewiesen worden. Deshalb bestand ein Rechtsanspruch auf die Anerkennung. Deshalb hat eine wie auch immer geartete Vergangenheit der DAP keine Rolle spielen können, weil es vom Gesetz her nicht vorgesehen ist.“ Die Berliner Ärztekammer lehnte mehrere Anträge auf Zulassung zur vertieften Ausbildung zum ärztlichen Psychotherapeuten ab. 2006 wurde die Zulassung als Weiterbildungsstätte für Ärzte im Bereich Psychotherapie durch die Berliner Ärztekammer erteilt.
Das Münchner Lehr- und Forschungsinstitut ist seit 2019 Mitglied der Deutschen Fachgesellschaft für Tiefenpsychologische Psychotherapie (DFT) und hat sich insofern einem Dachverband psychodynamischer Ausbildungsinstitute außerhalb der DAP angeschlossen.

### Präsidenten
Der erste Vorsitz ist durch personelle Kontinuität gekennzeichnet. Ammon war Präsident von der Gründung bis Januar 1985 und von September 1985 bis 1994. Seinen kurzzeitigen Rücktritt erklärte er damit, dass er ganz dem Geist dienen wollte. Die jüngeren Menschen der Bewegung und seine Schüler seien aber nicht in der Lage gewesen, die Organisation zu übernehmen; sie hätten dies aufgrund ihrer Ausbildung in Europa nicht gekonnt.
Ammon prägte die DAP fachlich und organisationell maßgeblich. 1988 wird diese Verbundenheit von Ilse Burbiel in den begrüßenden, einleitenden Worten der Rede zum 70. Geburtstag ausgedrückt: „Es ist mir eine große Ehre, und macht mich auch sehr glücklich, hier stellvertretend für Sie alle, die im Umfeld von Dr. Ammon leben, arbeiten und denken, eine Rede zum Geburtstag unseres verehrten und geliebten Ammon zu halten, unserem Präsidenten und Freund, unserem Lehrer, dem Entwickler und Schöpfer einer Menschen- und Lebensauffassung, die in der Schule und in der Bewegung der humanistischen Dynamischen Psychiatrie gefaßt sind.“
Ammons theoretisches und therapeutisches Wirken sind auch heute noch für die DAP bedeutsam. So würdigt ihn die Leitung der zur DAP gehörenden Dynamisch-Psychiatrischen Klinik Menterschwaige: „Wenn man Ammon begegnete, traf man einen konzeptionell planenden, tatkräftig vorwärts schreitenden Menschen, der mit großer Ernsthaftigkeit, aber auch Verspieltheit und Humor arbeitete. Ammon hat seine ganze Arbeit immer am Menschen selbst orientiert, der ihm den Stellenwert und die Praxisrelevanz seiner wissenschaftlichen Konzeption korrigiert und erweitert hat.“
Seit 1994 ist Günter Ammons zweite Ehefrau die deutsche Psychologin und Psychoanalytikerin Maria Ammon, Präsidentin der DAP. Die seit 1987 gehaltene Position als therapeutische Geschäftsführerin der Dynamisch-Psychiatrischen Klinik Menterschwaige hat sie zwischenzeitlich an Nataly Hoffmann abgegeben. Mit Studienabschluss im Jahr 1989 an der DAP hat sie ihre Qualifikation als Psychoanalytikerin erlangt.

### Zeitschrift
Die seit 1968 herausgegebene Zeitschrift Dynamische Psychiatrie. Internationale Zeitschrift für Psychotherapie, Psychoanalyse und Psychiatrie/Dynamic Psychiatry. International Journal for Psychotherapy, Psychoanalysis, and Psychiatry fungiert als offizielles Publikationsorgan der DAP, der DGG und der Klinik Menterschwaige sowie des psychoanalytischen Kindergartens. Herausgeber war von 1968 bis 1995 Ammon, seit 1995 ist Maria Ammon Herausgeberin. Auflage: 450. Ein digitales Archiv der Zeitschrift Dynamische Psychiatrie liegt vor für die Jahrgänge 1968 bis 2016.
In der ersten Ausgabe der Zeitschrift definiert Ammon die Ziele: „Es erscheint mir als vordringlichste Aufgabe der dynamischen Psychiatrie in Deutschland, sich im Sinne von William Menningers Ausspruch «Brains before bricks» der psychiatrischen Ausbildung zu widmen. Wir können dabei auf die Erfahrungen der Psychiatrie in den Vereinigten Staaten während der letzten 50 Jahre hinweisen und davon profitieren. Der deutsche Psychoanalytiker Alexander Mitscherlich bemängelt seit langem die Situation der deutschen Psychiatrie und ihren derzeitigen Erfahrungs- und Ausbildungszustand, der vom psychotherapeutischen Standpunkt völlig unzureichend ist. Die Aufgabe der neuen Zeitschrift Dynamische Psychiatrie soll es unter anderem auch sein, bei der Beseitigung der Mängel zu helfen. Die Zeitschrift [...] beginnt bewußt mit einem Stab von Mitarbeitern, in deren Denken, Fühlen und Arbeiten eine dynamische Psychiatrie seit langem zu einer Selbstverständlichkeit geworden ist. Obwohl sich unter ihnen Wissenschaftler von Rang und Einfluß befinden, sollen hier auch jüngere Kollegen zu Worte kommen, die in Forschung und Therapie engagiert sind.“
In der Zeitschrift Dynamische Psychiatrie publizierten insbesondere ab dem Jahr 2000 auch zahlreiche Autoren, die nicht im engeren Sinn zum Kreis der Dynamischen Psychiatrie gehören, so z. B. Peter Joraschky, Hermes Kick, Klaus Grossmann, Juan Mezzich, Spyridon Koutroufinis, Raymond Battegay und Klaus Oehler, was eine Öffnung gegenüber anderen Lehrrichtungen aufzeigt.
Seit 2017 erscheint die Zeitschrift Dynamische Psychiatrie im Mattes-Verlag, Heidelberg.

### Einrichtungen und assoziierte Vereine
Die beiden Lehr- und Forschungsinstitute befinden sich in Berlin und München. Zur DAP und deren Umfeld gehören außerdem folgende Einrichtungen:
- die im Mai 1969 gegründete Deutsche Gruppenpsychotherapeutische Gesellschaft (DGG) e. V. (seit 1980 mit Sitz in München)
- der 1973 in München gegründete Psychoanalytische Kindergarten Purzelbaum unter der Trägerschaft der DGG. Der Integrationskindergarten ist staatlich anerkannt
- die im Juni 1973 gegründete Deutsche Gesellschaft für Psychosomatische Medizin (DGPM) e. V. (mit Sitz in München)
- die 1980 gegründete World Association für Dynamic Psychiatry (WADP) (mit Sitz in Bern). Die WADP unterhält Zweigvereinigungen in verschiedenen Ländern.
- der im Juni 1983 gegründete Trägerverein für Freie und Therapeutische Wohngemeinschaften der Dynamischen Psychiatrie e. V. (mit Sitz in München)
- drei psychotherapeutische Wohngemeinschaften in München, die vom oben genannten Trägerverein unterhalten werden; die supervidierte Wohngemeinschaft wurde in eine therapeutische WG umgewandelt
- der Pinel-Verlag für humanistische Psychiatrie und Philosophie GmbH, zwischenzeitlich aufgelöst
- seit 1967 gibt es im süditalienischen Paestum ein Anwesen, das in den folgenden Jahren – auch im Rahmen von Milieutherapien – zu dem Tagungszentrum Casa Ammon ausgebaut wurde. Die Einrichtung in Paestum dient für wissenschaftliche Symposien, gruppendynamische Selbsterfahrungstagungen und für Milieutherapien mit Patienten aus der Dynamisch-Psychiatrischen Klinik Menterschwaige.

Eine erste dynamisch-psychiatrische Klinik gab es von 1975 bis 1979 in München Obermenzing, die von der im Münchner Stadtteil Menterschwaige eröffneten Dynamisch-Psychiatrischen Klinik Menterschwaige GmbH abgelöst wurde. Die Klinik mit 56 Betten arbeitet nach dem Konzept der dynamischen Psychiatrie und wurde in die Krankenhausbedarfsplanung des Freistaats Bayern aufgenommen.
Seit August 2008 ist die Klinik Menterschwaige nach ISO 9001 zertifiziert. Aktueller Chefarzt ist Daniel Hermelink. Frühere Chefärzte waren Egon Fabian und zuvor Rolf Schmidts.
Einige Lehrtherapeuten der Deutschen Akademie für Psychoanalyse sind von der kassenärztlichen Bundesvereinigung als Gutachter im Rahmen des Antragsverfahrens für die Genehmigung einer Regelleistungspsychotherapie der gesetzlichen Krankenkassen akkreditiert.

### Ehemalige Einrichtungen
In folgenden Städten gab es weitere Lehr- und Forschungsinstitute bis längstens Mitte der 1980er Jahre:
- Frankfurt am Main, gegründet am 1. Dezember 1974
- Düsseldorf, gegründet am 18. Januar 1975
- Hamburg, gegründet am 1. Oktober 1978
- Köln, gegründet am 15. Februar 1980
- Freiburg, gegründet am 15. März 1980
- Mainz, gegründet Anfang der 1980er Jahre

1978 wurde das 10-jährige Jubiläum des psychoanalytischen Kindergartens in Berlin mit einer gruppendynamischen Wochenendtagung gefeiert. Neben dem ersten Kindergarten in Berlin gab es 1978 weitere Kindergärten in München, Düsseldorf, Hamburg, Erlangen und Stuttgart. Die Psychoanalytikerin Gisela Ammon, die erste Ehefrau Ammons, war maßgeblich an der Konzeption und Ausbau der psychoanalytischen Kindergärten beteiligt. Der psychoanalytische Kindergarten zielt auf eine frühe Evaluierung der Gruppendynamik, Psychodynamik und Entwicklung von Ich-Strukturen und Ich-Funktionen innerhalb der Familie ab. Seit der Schließung des Berliner Kindergartens 1991 gibt es nur noch den psychoanalytischen Kindergarten Purzelbaum in München.
In den DAP-Hochschulgruppen sollten die Inhalte der dynamischen Psychiatrie erarbeitet werden. Die Ansprechpartner der Hochschulgruppen studierten 1979 an der TU Berlin, der Friedrich-Alexander-Universität Erlangen-Nürnberg, der Albert-Ludwigs-Universität Freiburg, der Universität Hamburg, der Universität Heidelberg, der Universität zu Köln, der Johann-Gutenberg-Universität Mainz, der Ludwig-Maximilians-Universität München, der Universität Regensburg und der Universität Stuttgart.
Zur DAP gehörte von Ende der 1960er Jahre bis längstens Mitte der 1980er Jahre eine Tagesklinik für intensive Gruppenpsychotherapie in der Nähe von Passau.

## Wissenschaftliche Zusammenarbeit
1980 wurde die World Association for Dynamic Psychiatry (WADP) gegründet und Ammon zum Präsidenten gewählt, was er bis zu seinem Tod 1995 blieb. Die DAP veranstaltet seit 1982 mit der WADP die internationalen Kongresse in verschiedenen Städten Europas gemeinsam.
Die DAP orientierte sich bereits früh nach Osteuropa. Mit Wissenschaftlern aus der Sowjetunion pflegte sie mindestens seit Mitte der 1970er Jahre Kontakte. In den 1990er Jahren wurden mit russischen Einrichtungen Verträge geschlossen.
Zum Weltkongress der World Psychiatric Association 1983 in Wien kam es in den Medien zu einer Debatte psychiatrischer Verbände über den Umgang sowjetischer Psychiater mit politischen Dissidenten. Ammon (als Präsident der WADP) und die deutsche Psychologin und Psychoanalytikerin Ilse Burbiel (als Pressereferentin der WADP) sprachen sich in einer Stellungnahme in der Zeitschrift Dynamische Psychiatrie gegen die „politisierte Pressekampagne“ aus. Sie habe das Ziel, die sowjetischen Psychiater wegen ihrer Behandlung politischer Dissidenten mit psychiatrischen Methoden öffentlich durch Kongressteilnehmer verurteilen lassen. Die Sowjetunion und andere sozialistische Staaten seien daher aus der World Psychiatric Association ausgetreten. Die WADP sieht die Kommunikation und Zusammenarbeit zwischen Psychiatern aus verschiedenen politischen Systemen als unentbehrlich für die Weiterentwicklung ihrer Organisation an. Sie setze sich daher für fruchtbare Zusammenarbeit und Freundschaft zwischen Psychiatern verschiedener Länder ein und wolle statt Misstrauen und Argwohn guten Kontakt und Freundschaft schaffen. Die psychiatrischen Verbände sollen mit politischen Aktivitäten aufhören und die guten Beziehungen wiederherstellen. Neben Stimmen, die eine ähnliche Position vertraten, äußerten sich Andere wie Harold M. Visotsky, der Vorsitzende des internationalen Komitees der American Psychiatric Association zum Thema Abuse of Psychiatry and Psychiatrists, gegenteilig: „We can’t have a scientific body without ethics.“
Die schon lange bestehenden wissenschaftlichen Kontakte mit dem Psychoneurologischen Institut W. M. Bechterew (russ.: Психоневрологический институт им. В. М. Бехтерева) in St. Petersburg wurden 1990 vertraglich mit der wissenschaftlichen und klinischen Zusammenarbeit auf dem Gebiet der Psychosentherapie gefestigt. Mit dem Staatlichen wissenschaftlichen Zentrum für Soziale und Forensische Psychiatrie W. P. Serbski in Moskau schloss die DAP 1996 ein Kooperationsabkommen. Vereinbart wird darin die Weiterentwicklung der russischen Version des Ich-Struktur-Tests nach Ammon (zusammen mit dem Bechterew-Institut), der Austausch von Wissenschaftlern und die Unterstützung bei dem Aufbau Dynamisch-Psychiatrisch strukturierter Einrichtungen in psychiatrischen Kliniken Russlands.
Im April 1999 sprach das Gesundheitsministerium der Russischen Föderation gegenüber der Bundesministerin für Gesundheit, Andrea Fischer, der DAP ihren besonderen Dank aus für die Initiative bei der Ausbildung russischer Spezialisten. Russland sei dazu derzeit nicht in der Lage.
Führende Mitglieder der DAP wurden am Psychoneurologischen Institut W. M. Bechterew in St. Petersburg habilitiert. Günter Ammon legte 1995 seine Habilitationsschrift vor und wurde im gleichen Jahr postum zum Professor ernannt. Maria Ammon und Ilse Burbiel (damals leitende Psychologin der Dynamisch-Psychiatrischen Klinik Menterschwaige) wurden 2003 habilitiert. Die Habilitationsschriften in russischer Sprache sind Beiträge zu verschiedenen Aspekten der Dynamischen Psychiatrie.
2006 wurden Maria Ammon und Ilse Burbiel vom Psychoneurologischen Institut W. M. Bechterew die Ehrendoktorwürde verliehen.
Die DAP ist Mitglied folgender Vereinigungen:
- DDPP – Dachverband Deutschsprachiger Psychosen Psychotherapie
- European Confederation of Psychoanalytic Psychotherapies (ECPP)
- International Federation for Psychotherapy (IFP)
- World Association for Dynamic Psychiatry (WADP)
- World Association of Social Psychiatry (WASP).

Eine Mitgliedschaft in der wissenschaftlichen Fachgesellschaft psychoanalytischer Ausbildungsinstitute DGPT kommt für die Institute der DAP einerseits aus historischen Gründen, andererseits wegen den von der DGPT eingeforderten Ausbildungsrichtlinien nicht in Frage. An den Instituten der DAP wird lediglich eine zweistündige Lehranalyse gemäß den Vorgaben des Psychotherapeutengesetzes gefordert, was eine Anerkennung als DGPT-Institut ausschließt. Das Münchner Institut ist Mitglied der Deutschen Fachgesellschaft für Tiefenpsychologische Psychotherapie DFT.

## Kontroversen
Die Kontroversen um die Deutsche Akademie für Psychoanalyse sind vorwiegend historischer Natur und wurzeln insbesondere in der Ära Günter Ammon (bis 1995).

### Externe Sichtweise
Erste kritische Beiträge zur DAP erschienen Mitte bis Ende der 1970er Jahre. Der Spiegel und die Süddeutsche Zeitung wurden von der DAP verklagt. 1982 steht nach dem Spiegel-Prozess fest, dass z. B. die Feststellung erlaubt ist, dass zur damaligen Zeit ein Dutzend Prozesse oder Anzeigen gegen Ammon, gegen andere DAP-Mitglieder sowie gegen die DAP selbst liefen wegen Beleidigung und Verleumdung, Nötigung und Brechen der ärztlichen Schweigepflicht oder dass eine beliebte „Ammon-Technik“ die Konfrontation sei, die sich in aggressiver Beschimpfung äußert. Ehemalige Mitarbeiter und eine langjährige Patientin berichteten über ihre Erfahrungen in kritischen Buchbeiträgen. In einem Interview in Psychologie Heute 1989 gibt sich die langjährige Patientin als DAP-Patientin zu erkennen. Ein zweiter Beitrag ist ein Auszug zur Geschichte der DAP aus einer Publikation von Hansjörg Hemminger (Das therapeutische Reich des Dr. Ammon), damals Mitarbeiter der Evangelischen Zentralstelle für Weltanschauungsfragen. Diese Publikation beinhaltet einen Erfahrungsbericht der Oberschwester, die von Juni 1980 bis März 1985 in der Klinik Menterschwaige gearbeitet und vorher seit 1975 bei der DAP in Behandlung war, sowie einen Erfahrungsbericht bzw. Kommentare (anonym) eines langjährigen Mitarbeiters. Hansjörg Hemminger untersucht dagegen die DAP unter dem Blickwinkel eines totalitären Kults. Anfang der 1990er Jahre veröffentlichte Schmidbauer („Helfersyndrom“) seine Erfahrungen, die Ende 1973 zur Trennung von der DAP führten. Auch er berichtet von der Schwierigkeit zu diskutieren, von als Beschimpfung empfundenen Konfrontationen Ammons und der Psychologisierung von Verhalten in Alltagssituationen: „Wenn ein Dozent nicht einsieht, weshalb er unbezahlt arbeiten soll, während andere Dozenten gut verdienen, dann geht es nicht darum, seine paranoiden Tendenzen oder sein Loch im Ich zu deuten.“ Die übrigen, die sich in der gleichen Gruppe von Ammon getrennt haben, berichteten ähnliches. Als Beispiel für extreme Form narzisstischen Missbrauchs in einer Psychotherapie (der Therapeut nutzt den Patienten zur Selbstwertsteigerung aus) werden mit Referenz auf Hansjörg Hemminger die Vorkommnisse in der DAP von einem Psychotherapeuten in der Fachliteratur bewertet. Abseits des fachlichen Mainstreams wurden die damalige DAP und Ammon auch innerhalb der Antipsychiatriebewegung kritisiert (Stand 1981).
Auch nach dem Tod Ammons 1995 und der staatlichen Anerkennung als Ausbildungsinstitut 1999 wurden vereinzelt kritische Stimmen laut. Der Bayerische Rundfunk sendete 2001 Beiträge eines ehemaligen DAP-Mitglieds und zweier ehemaliger Patientinnen, die von einem unabhängigen Facharzt kommentiert wurden. Ein Schwerpunkt der damaligen Kritik lag auf den abhängig machenden Merkmalen der Therapien bei DAP-Therapeuten. Der ehemalige Weltanschauungsbeauftragte der Evangelischen Landeskirche Württemberg (bis 2013), Hansjörg Hemminger, hält die staatliche Anerkennung als Ausbildungsinstitut für eine Fehlentscheidung. Er meint (Stand 2009), „nach neuen Insider-Berichten hat sich in der DAP intern nicht allzuviel geändert, sie versteht sich noch immer als Arbeits- und Lebensgemeinschaft für Therapeuten und Patienten. Die immerwährende Therapie bleibt deshalb die Lebensform ihrer Anhängerschaft. Damit wird auch der ständige Verstoß gegen die therapeutischen Regeln der Kunst (Abstinenz, Rollenklarheit, Vertraulichkeit usw.) fortgeschrieben.“ Eine Unterlassungsklage der DAP gegen den letzten Absatz des Textes, aus dem diese Aussage stammt, wird am 3. Dezember 2007 auch in 2. Instanz vollständig zurückgewiesen. Die DAP wurde (Stand bis ca. 2010) von verschiedenen kirchlichen Weltanschauungsbeauftragten als „Psychokult“ bzw. „Psychosekte“ eingeschätzt.
Seit dem Jahr 2010 ist die Diskussion um die DAP nahezu völlig abgeflaut, möglicherweise auch nach den ersten staatlichen Abschlüssen der Ausbildungskandidaten nach Einführung des Psychotherapeuten-Gesetzes und der im Zusammenhang dieses Ausbildungsgangs gelebten Öffnung gegenüber unterschiedlichen Therapieansätzen und -theorien. Hierzu gehören auch die Begegnungen der externen Redner mit den Mitarbeitern der DAP in den öffentlichen Vorträgen der Institute, was zu einem revidierten Bild der DAP geführt hat.

### Interne Sichtweise
Veröffentlichte Reaktionen auf die kritischen Beiträge liegen von der DAP als Gegendarstellungen, Leserbriefe und Interviews vor. Zu den beiden Spiegel-Artikeln von 1980 sandten Gisela Ammon, Präsidentin der Deutschen Gruppenpsychotherapeutischen Gesellschaft (DGG), eine drei Punkte umfassende Gegendarstellung, Ammon als Präsident der DAP eine zehn Punkte umfassende Gegendarstellung. Dass die Abstimmungen in den Mitgliederversammlungen der DGG und der DAP einstimmig seien läge daran, dass in den vorbereitenden Sitzungen die Themen meist kontrovers diskutiert worden sei. Gegen die DAP und Ammon seien weder in der Vergangenheit noch in der Gegenwart Prozesse anhängig. Ammon begründete 1986 in einem Interview mit dem Magazin 2000 die Trennung einiger Therapeuten von der DAP mit ihrer mangelnden Bereitschaft, auf den Klausurtagungen im Tagungszentrum der DAP im italienischen Paestum bei dem neu eingeführten humanstrukturellen Tanz zu tanzen. Auf die Bitte des Interviewers um Stellungnahme, warum die Evangelische Zentralstelle für Weltanschauungsfragen ihn als Psycho-Guru und autoritäre Führungsfigur bezeichne, der seine Mitarbeiter durch ein Netz von Intrigen an sich kette, antwortete Ammon, dass er es manchmal mit Patienten und Ausbildungskandidaten zu tun habe, die ihr paranoides Denksystem auf ihn projizieren: „Da kann ich nur sagen, das seid Ihr, das hat mit mir nichts zu tun, absolut nicht. Überhaupt nicht!“ Zu den beiden Artikeln in Psychologie Heute 1989 sandten auch DAP-Mitglieder Leserbriefe. Maria Ammon (damals Maria Berger) äußerte zu dem Interview mit Gilda Boysen (Pseudonym) die Ansicht, dass es jeglichem Verständnis von Therapie und Behandlung widerspräche, wenn man sich auf Berichte dieser agierenden Patienten stütze und diese als Realität betrachte. Berichte wie der von Gilda Boysen seien authentisch im Hinblick ihrer Gefühle auf Übertragung und Projektion, hätten aber wenig Authentizität in der Realität. Es wirke geradezu grotesk, sie schamlos für Weltanschauungszwecke zu vermarkten, wie es Hansjörg Hemminger tue. In einem anderen Leserbrief einer damaligen Ausbildungskandidatin und heutigen Lehranalytikerin der DAP wird die Ansicht vertreten, Hansjörg Hemminger trete in Das therapeutische Reich des Dr. Ammon wie ein ausgebildeter Therapeut auf, der sich zu so äußerst diffizilen Prozessen einer Therapie ein Expertenurteil erlauben könne. Dabei sei er Verhaltensbiologe und Sektenbeauftragter, der gegen jegliches therapeutische Bemühen um psychisch kranke Patienten feindlich eingestellt sei. Auch in Psychologie Heute erschien eine Gegendarstellung der DAP. Zu der Sendung im Bayerischen Rundfunk lehnte die DAP eine Stellungnahme ab: „Es geht uns in keiner Weise darum, kritische Fragen abzuwehren oder Sie in irgendeiner Weise hinzuhalten. Aber solange wir nicht darauf bauen können, von Ihnen fair behandelt zu werden, sind wir in dieser Sache zu einer Zusammenarbeit nicht bereit. Es sei denn, Sie machen uns ein Angebot, bei dem man davon ausgehen kann, dass wir nicht mit haltlosen Unterstellungen und Diffamierungen in Verbindung gebracht werden und damit unser Ruf geschädigt wird.“ Ilse Burbiel, seit 1972 am Münchner LFI tätig und seit 1984 dessen psychologische und wissenschaftliche Leiterin (bis 2014) sowie bis 2010 leitende Psychologin der Dynamisch-Psychiatrischen Klinik Menterschwaige, hat sich 2003 in einem Interview in der Patientenzeitung Phönix der Klinik geäußert. Aus ihrer Sicht hängt der Vorwurf, bei der DAP handle es sich um eine Sekte, höchstwahrscheinlich mit dem starken Gruppenkonzept zusammen sowie damit, dass Ammon sich immer sehr kritisch geäußert und viele gefordert habe und dass es immer Mitarbeiter und auch Patienten gegeben habe, die persönlich gekränkt waren und dies aufgriffen. Dies würde überall passieren und sei nichts Besonderes – so Burbiel – und dies wäre insbesondere 1985 nach der polizeilichen Durchsuchung der Klinik passiert, „da hat sich dann jeder drangehängt, der sich irgendwann mal geärgert hatte.“
Intern spielen die genannten früheren, insbesondere in den 80er und 90er Jahren geführten Kontroversen nurmehr eine geringe Rolle, wohl auch, da sich die DAP ohnehin vor dem Hintergrund der staatlichen Ausbildung an beiden Instituten von der Vertretung eines monothematischen Ansatzes hat entfernen müssen.

### Bewertung
Eine medizinhistorisch ausgerichtete, soziologisch-gruppendynamische Analyse der Kontroversen um die DAP bis zur Jahrtausendwende und den durch das Psychotherapeutengesetz angestoßenen Veränderungen steht von unabhängiger Warte bisher aus.
Während andere psychoanalytische oder psychiatrische Institutionen durch zeitlich begrenzte Krisen gegangen sind, die letztlich einem historisch bedingten Vergessen anheimfielen, hat sich die Auseinandersetzung mit und um die Deutsche Akademie für Psychoanalyse offensichtlich über Jahre fortgesetzt. Möglicherweise hat hierbei auch ein „Bessere-Welt-Anspruch“ seitens der zur Psychiatriereform angetretenen Gründer zu einer Akzentuierung von Enttäuschungen über nicht erfüllte Versprechungen beigetragen. Hinzugekommen mag hier sein, dass die durch die Kontroversen und die polizeilichen Maßnahmen 1985 entstandene, intern erhöhte Gruppenkohärenz zu einer konsekutiven „Wagenburgmentalität“ führte, was sowohl intern als auch extern eine objektivere Auseinandersetzung und den Diskurs erschwert haben könnte.